# Bowater
Pour l’article homonyme, voir Helen Bowater.
Bowater est une ancienne entreprise américaine de pâte à papier, qui a été fusionnée en 2007 à Abitibi-Consolidated pour former l’entreprise AbitibiBowater, devenue en 2011 : Produits forestiers Résolu.

## Historique
L’entreprise Bowater était basée à Greenville, en Caroline du Sud. Elle a acquis ses intérêts canadiens à la fin des années 1990, en achetant Avenor (anciennement Canadian Pacific Forest Products ou CPFP).
Bowater a possédé douze usines de pâtes et de papiers aux États-Unis, au Canada et en Corée du Sud et treize scieries nord-américaines. Elle a compté jusqu’à 10 000 employés.
Le 29 janvier 2007, Bowater et Abitibi-Consolidated ont annoncé qu'ils se fusionnent pour créer AbitibiBowater. La fusion a créé la troisième plus grande compagnie de pâte à papier en Amérique du Nord, et la huitième plus grande dans le monde.

## Informations financières
| Information financière        | 2001  | 2002  |
| ----------------------------- | ----- | ----- |
| Revenu total (M USD)          | 2,454 | 2,581 |
| Net Earnings (pertes) (M USD) | 70,5  | (142) |